# Susanne Leuzinger-Naef
Susanne Leuzinger-Naef (* 18. September 1949 in Solothurn) ist eine Schweizer Juristin und ehemalige Richterin des Bundesgerichts, des obersten Gerichts der Schweiz. Sie ist Mitglied der Sozialdemokratischen Partei der Schweiz (SP).

## Biografie
Nachdem sie das Studium der Rechtswissenschaften an der Universität Zürich 1972 mit dem Lizenziat abgeschlossen hatte, war Leuzinger zunächst als Auditorin (Referendarin) am Bezirksgericht Uster tätig. 1974 wurde ihr das Rechtsanwaltspatent des Kantons Zürich verliehen. 1975 war sie Mitgründerin des Rechtsauskunft Anwaltskollektiv. Bis 1994 war Leuzinger als selbständige Anwältin in Zürich tätig.
Nachdem sie 1994 mit einer Dissertation zu einem sozialversicherungsrechtlichen Thema den Doktorgrad der Rechtswissenschaften erworben hatte, arbeitete sie bis 1996 als Präsidentin der Eidgenössischen Rekurskommission für die Unfallversicherung. Gleichzeitig war sie von 1995 bis 1996 Richterin am Sozialversicherungsgericht des Kantons Zürich. Am 20. März 1996 wurde Leuzinger zur Richterin am Eidgenössischen Versicherungsgericht gewählt. 2004 und 2005 war sie dessen Vizepräsidentin, 2006 präsidierte sie das Eidgenössische Versicherungsgericht wurde.
Nachdem dieses Gericht zum 31. Dezember 2006 in die beiden sozialrechtlichen Kammern des Bundesgerichts umgewandelt wurde, wurde Leuzinger Bundesrichterin und im Oktober 2006 mit 171 Stimmen von der Bundesversammlung als Nachfolgerin von Bernard Corboz zur Vizepräsidentin des Bundesgerichts gewählt. Am 3. Dezember 2008 wurde sie mit 211 von 212 gültigen Stimmen von der Bundesversammlung in ihrem Amt als Vizepräsidentin des Bundesgerichts bestätigt.
Dezember 2015 trat Leuzinger von ihrem Amt als Bundesrichterin zurück.
Leuzinger war Mitglied des Vorstands der Schweizerischen Vereinigung der Richterinnen und Richter (SVR).
Leuzinger ist geschieden.

## Veröffentlichungen
- Sind Sie richtig versichert? Handbuch für alle Versicherungsnehmer. Verlagsgesellschaft Beobachter, Glattbrugg 1985, ISBN 9783855690404.
- Vorbestehender Gesundheitszustand und Versicherungsschutz in der Sozialversicherung: unter besonderer Berücksichtigung der Einschränkung des Versicherungsschutzes in der sozialen Krankenversicherung und der beruflichen Vorsorge Schulthess, Zürich 1994, ISBN 3-7255-3255-9.
- Thomas Geiser, Susanne Leuzinger-Naef, Erwin Murer, Alexandra Rumo-Jungo, Jean F. Stöckli: Neue Erwerbsformen – veraltetes Arbeits- und Sozialversicherungsrecht? Stämpfli, Bern 1996, ISBN 978-3-7272-9782-3.
- Der Wegfall der Unfallkausalität. Vortrag auf der Sozialversicherungsrechtstagung 12. Juni 2007 (online).
- Die bundesgerichtliche Rechtsprechung zum Sozialhilferecht: eine Übersicht. Vortrag Fachtagung Sozialhilferecht Oktober 2008 (online; PDF; 200 kB).
- Die familienbezogene Rechtsprechung der sozialrechtlichen Abteilungen des Bundesgerichts im Jahre 2007, Aufsatz, FamPra.ch, 1/2009.
- Ghislaine Frésard-Fellay, Susanne Leuzinger, Kurt Pärli (Herausgeberinnen): Unfallversicherungsgesetz, Basler Kommentar, Helbling Lichtenhahn, Basel 2019, ISBN 978-3-7190-3982-0.
- Ghislaine Frésard-Fellay, Barbara Klett, Susanne Leuzinger (Herausgeberinnen): Allgemeiner Teil des Sozialversicherungsrechts, Basler Kommentar, Helbling Lichtenhahn, Basel 2020, ISBN 978-3-7190-3980-6.
- Das schweizerische Bundesgericht im internationalen Kontext, The Anthology of Swiss Legal Culture, Stämpfli, Bern 2022, ISBN 978-3-7272-2688-5 (online  The Swiss Federal Supreme Court).